# Utrechtse Studenten Hockey Club
De Utrechtse Studenten Hockey Club, veelal kortweg USHC of Utrechtse Studs genoemd, is een studentensportvereniging uit de Nederlandse stad Utrecht. De vereniging werd opgericht op 28 april 1971. De thuisbasis van de USHC is Sportcentrum Olympos, gevestigd op De Uithof, waar zij de beschikking hebben over een waterveld en een zandveld. Daarnaast beschikt de USHC over een wisselende clubkroeg in het centrum van Utrecht. De kleuren van de Utrechtse Studs zijn rood, wit en zwart; een wit shirt met een rode kraag en zwarte cuffs, een zwarte broek/rokje en rode kousen.
De USHC heeft in het seizoen 2024 - 2025 circa 600 leden verdeeld over 17 damesteams, 9 herenteams en 3 gemengde trainingsteams.

## Geschiedenis
In het academisch jaar 1970-1971 gaven de Dienst Lichamelijke Vorming & Sport en de Utrechtse Studenten Sportstichting (in het vervolg DLV en USS) hockeytraining op de velden van hockeyclub Kampong. De trainingen werden met name gevolgd door studenten die, nog hockeyend in hun voormalige woonplaats, de behoefte hadden ook in Utrecht doordeweeks te hockeyen. Meetrainen met het eigen elftal in de andere stad was veelal niet mogelijk. Op de eerste training waren negen studenten en de heer Arno Pruis van DLV aanwezig. 
Arno Pruis zou een belangrijke rol spelen in deze eerste weken. Na de eerste training vroeg hij de aanwezigen de verdere trainingen zelf te verzorgen. Tevens vond hij sommigen bereid om de studentenhockeyers te vertegenwoordigen bij de USS en DLV. Hiermee was de eerste stap gezet. De tweede stap volgde een week later. De DLV had twee velden en materiaal beschikbaar voor "georganiseerd hockey” !
Na deze toezegging door DLV werd bij de KNHB een aanvraag gedaan om als een vereniging mee te mogen doen aan de bondscompetitie. Deze eerste aanvraag werd echter niet goedgekeurd na onder andere protesten vanuit omliggende clubs in Utrecht. De bezwaren van de bond tegen de USHC werden in een brief op bijzondere wijze verwoord; studenten komen te laat, zijn luidruchtig, komen afspraken niet na, spelen altijd in onreglementaire kleding en zijn derhalve zeker niet serieus genoeg om aan de competitie deel te nemen. Na deze afwijzing werd echter toch door Peter Huussen, Harry Slachter, Cornelie van Waegeningh, Marelie Broekhuysen en Egbert Brouwer op 28 april 1971 de USHC opgericht in de theekamer van U.V.S.V/N.V.V.S.U. Na de oprichting bestond de USHC uit vier teams die vriendschappelijke wedstrijden konden spelen op een enkel veld. 
Eind 1971 werd de USHC erkend door de KNHB, waarna aan de competitie kon worden deelgenomen met zes teams. De trainingen werden destijds verzorgd door oud hockey international en SV Kampong speler Heiko van Staveren. De eerste teams van USHC begonnen de competitie in de vierde klasse, maar Dames 1 promoveerde al in het seizoen 1974-1975 naar de derde klasse, slechts drie seizoenen na de oprichting. Het eerste Heren team volgde twee jaar later. 
Gezien de groei van de USHC en de vraag naar meer teams werd in de jaren tachtig het tweede veld weer aan de USHC toebedeeld door de USS. 
Begin jaren negentig werd het plan ontwikkeld om een studenten sportterrein aan te leggen nabij de hockey- en de tennisvelden. Het nieuwe centrum kreeg de naam Olympos en werd beheerd door de Utrechtse Studenten Sportstichting ‘Mesa Cosa’. Vanaf het begin van de ontwikkeling van deze plannen heeft de USHC aangedrongen op moderne accommodaties ten behoeve van het hockeyen. In de jaren voor de realisatie van Olympos werden velden van de USHC met zeer grote regelmaat afgekeurd vanwege boomwortels, putdeksels en meren op het veld. In 1995 werden twee zandgestrooide kunstgrasvelden op Olympos in gebruik genomen. Het toeval wilde dat de USHC in dat jaar haar 5e lustrum vierde, hetgeen dan ook het thema ‘Zonnig Zilverzand’, naar het zand dat op kunstgrasvelden wordt gestrooid, meekreeg. In de tussentijd was de USHC uitgegroeid tot een vereniging met ruim driehonderd leden.
In het competitie jaar 1997-1998 is er zelfs een derde veld voor USHC beschikbaar gekomen om verdere groei te accommoderen. Op dat moment is de USHC de tweede grootste studenten hockey club van Nederland.
In de zaal (zaalhockey) speelde Heren 1 in het seizoen 2017-2018 in de Hoofdklasse en Dames 1 in de 1ste klasse.
Sinds 2019 heeft de USHC de beschikking over twee hockeyvelden: Een waterveld en een zandingestrooid veld.
Na een eerdere glorieuze periode in de jaren tachtig speelde het Heren 1-team in de seizoenen 2017-2019 in de Overgangsklasse, nadat zij in het seizoen 2007-2008 reeds gepromoveerd waren naar de eerste klasse. Als promovendus werd het team toentertijd direct tweede in de poule achter NMHC Nijmegen. In het seizoen 2020-2021 wordt weer eerste klasse gespeeld. Het Dames 1-team van de USHC komt uit in de eerste klasse.

## Toernooien
De USHC heeft een rijke geschiedenis van het organiseren van toernooien en partijen. Het oudste toernooi dat jaarlijks door de USHC georganiseerd wordt is TOECAN. TOECAN is een afkorting voor toernooi commissie anno 1990, en betreft een zaalhockey toernooi dat gedurende de nacht gespeeld wordt. 
Naast dit toernooi heeft de USHC ook jaren lang het Toernooi SHOUT georganiseerd. Dit toernooi werd in de zomer georganiseerd en was een combinatie van een festival en een hockey toernooi met overnachting. Na teruglopende aanmeldingen vond dit toernooi helaas in 2018 voor het laatst plaats. Ter vervanging van dit toernooi werd het een dags festival Eindsignaal met succes opgezet. 

## Palmares
Promoties Heren 1
veld
- 4e klasse
  - 1976-1977 (2e plaats)
- 3e klasse
  - 1979-1980 (1e plaats)
  - 1982-1983 (1e plaats)
  - 1999-2000 (1e plaats)
- 2e klasse
  - 2003-2004 (1e plaats)
  - 2007-2008 (1e plaats)
- 1e klasse
  - 2016-2017 (1e plaats)

zaal
In het seizoen 2016-2017 promoveerde USHC Heren 1 naar de hoofdklasse.
Promoties Dames 1
- 4e klasse
  - 1974-1975 (1e plaats)
- 3e klasse
  - 1982-1983 (1e plaats)
  - 1984-1985 (1e plaats)
  - 1995-1996 (1e plaats)
- 2e klasse
  - 2001-2002 (1e plaats)
  - 2017-2018 (3e plaats)

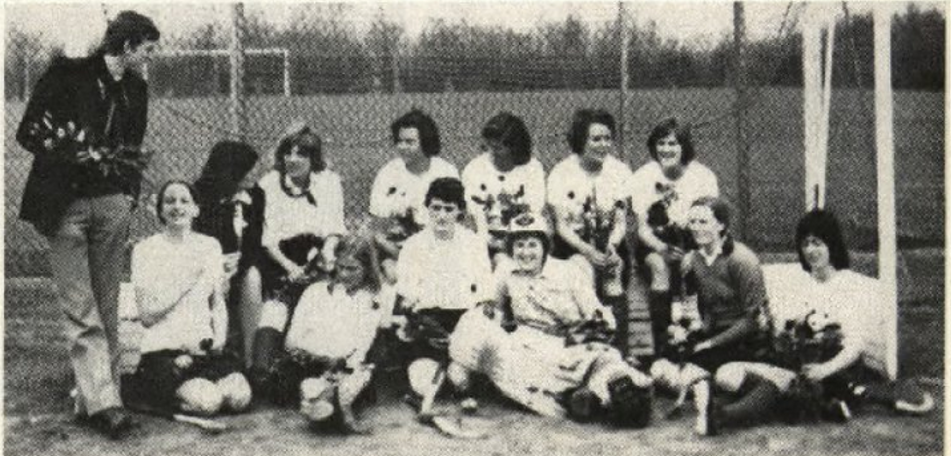
Het eerste kampioensteam van USHC dames 1 tijdens het seizoen 1974-1975.

Resultaten dames en heren 1 vanaf oprichting tot heden
| 5 |

| 2 |

| 3 |

| 3 |

| 2 |

| 8 |

| 2 |

| 1 |

| 10 |

| 2 |

| 1 |

| 10 |

| NB |

| 8 |

| NB |

| NB |

| NB |

| NB |

| NB |

| NB |

| NB |

| 6 |

| 3 |

| 5 |

| 4 |

| 3 |

| 2 |

| 1 |

| 3 |

| 7 |

| 4 |

| 1 |

| 11 |

| 10 |

| 7 |

| 1 |

| 2 |

| NB |

| 3 |

| 5 |

| 2 |

| 4 |

| 7 |

| 3 |

| 1 |

| 10 |

| 11 |

| 4 * |

| 1 * |

| 2 |

| 5 |

| 6 |

|  |

| *coronaseizoen NB-Niet Bekend |

| Overgangsklasse |

| Eerste klasse |

| Tweede klasse |

| Derde klasse |

| Vierde klasse |

| *coronaseizoen NB-Niet Bekend |

| Overgangsklasse |

| Eerste klasse |

| Tweede klasse |

| Derde klasse |

| Vierde klasse |

| 5 |

| 2 |

| 3 |

| 3 |

| 2 |

| 8 |

| 2 |

| 1 |

| 10 |

| 2 |

| 1 |

| 10 |

| NB |

| 8 |

| NB |

| NB |

| NB |

| NB |

| NB |

| NB |

| NB |

| 6 |

| 3 |

| 5 |

| 4 |

| 3 |

| 2 |

| 1 |

| 3 |

| 7 |

| 4 |

| 1 |

| 11 |

| 10 |

| 7 |

| 1 |

| 2 |

| NB |

| 3 |

| 5 |

| 2 |

| 4 |

| 7 |

| 3 |

| 1 |

| 10 |

| 11 |

| 4 * |

| 1 * |

| 2 |

| 5 |

| 6 |

|  |

| *coronaseizoen NB-Niet Bekend |

| Overgangsklasse |

| Eerste klasse |

| Tweede klasse |

| Derde klasse |

| Vierde klasse |

| *coronaseizoen NB-Niet Bekend |

| Overgangsklasse |

| Eerste klasse |

| Tweede klasse |

| Derde klasse |

| Vierde klasse |

| 2 |

| 2 |

| 1 |

| 4 |

| 2 |

| 6 |

| 5 |

| 7 |

| 7 |

| 2 |

| 1 |

| NB |

| 1 |

| 5 |

| NB |

| NB |

| NB |

| NB |

| NB |

| NB |

| NB |

| 6 |

| 3 |

| 1 |

| 3 |

| 6 |

| 3 |

| 3 |

| 4 |

| 2 |

| 4 |

| 6 |

| 10 |

| 11 |

| 3 |

| 5 |

| NB |

| NB |

| 10 |

| 10 |

| 9 |

| 11 |

| 6 |

| 3 |

| 5 |

| 3 |

| 10 |

| 7 * |

| 8 * |

| 8 |

| 4 |

| 5 |

|  |

| *coronaseizoen NB-Niet Bekend |

| Eerste klasse |

| Tweede klasse |

| Derde klasse |

| Vierde klasse |

| *coronaseizoen NB-Niet Bekend |

| Eerste klasse |

| Tweede klasse |

| Derde klasse |

| Vierde klasse |

| 2 |

| 2 |

| 1 |

| 4 |

| 2 |

| 6 |

| 5 |

| 7 |

| 7 |

| 2 |

| 1 |

| NB |

| 1 |

| 5 |

| NB |

| NB |

| NB |

| NB |

| NB |

| NB |

| NB |

| 6 |

| 3 |

| 1 |

| 3 |

| 6 |

| 3 |

| 3 |

| 4 |

| 2 |

| 4 |

| 6 |

| 10 |

| 11 |

| 3 |

| 5 |

| NB |

| NB |

| 10 |

| 10 |

| 9 |

| 11 |

| 6 |

| 3 |

| 5 |

| 3 |

| 10 |

| 7 * |

| 8 * |

| 8 |

| 4 |

| 5 |

|  |

| *coronaseizoen NB-Niet Bekend |

| Eerste klasse |

| Tweede klasse |

| Derde klasse |

| Vierde klasse |

| *coronaseizoen NB-Niet Bekend |

| Eerste klasse |

| Tweede klasse |

| Derde klasse |

| Vierde klasse |